# عملة (قانون)
عملة أو فعل أو تصرف (بالألمانية:Handlung) طبقا للقانون هو عمل يتم بإرادة الإنسان. وقد يكون تصرف وفعل شيء أو تقصير أو أهمال عن فعل شيء. وفي ذلك يختلف تعريف العمل من الوجهة القانونية عن العمل من وجهة الفيزياء والعلوم الطبيعية.
- عمل مخالف للقانون هو طبقا لقانون الشرطة مخالفة النظام العام.
- وقد تكون عقوبة العملة الغير قانونية يجازي عليها القانون بوجوب دفع تعويض،
- وقد تكون مخالفة : يعاقب عليها القانون بتحذير أو غرامة مالية
- وقد تكون جريمة : ويسري عليها القانون الجنائي حيث يهدد كل مرتكب جريمة (عمل إجرامي) عقوبة مناسبة بستحقها ويحددها القانون.

قد يختلف التشريع القانوني من بلد إلى أخرى بشأن العمل  ولكنهم يتفقون جميها بكونها عن إرادة، أي ليست نابعة من حركة أثناء النوم أو من حالة غيبوبة وغيرها فهذه ليست ناشئة عن إرادة ولا ينطبق عليها تعريف العملة.

## اقرأ أيضا
- قبول
- عقد (قانون)
- دعوى قضائية
- أمر جزائي
- عريضة (قانون)